# Лоптунова, Елена Александровна
Елена Александровна Лоптунова (род. 30 марта 1991, Кандалакша, Мурманская область) — российская самбистка и дзюдоистка, бронзовый призёр чемпионата России по самбо, чемпионка мира по самбо среди кадетов и юниоров, мастер спорта России.

## Биография
Начала заниматься борьбой под руководством своего отца Александра Лоптунова. В 2009 году окончила школу. Затем уехала из Кандалакши и поступила в университет МВД в Рязани.

## Спортивные результаты
- Этап Кубка Европы по дзюдо среди кадетов 2006 года — ;
- Первенство мира по самбо среди кадетов 2009 года — ;
- Первенство мира по самбо среди юниоров 2011 года — ;
- Чемпионат России по самбо среди женщин 2014 года — ;